# Trichoferus maculatus
Trichoferus maculatus är en skalbaggsart som beskrevs av Pu 1991. Trichoferus maculatus ingår i släktet Trichoferus och familjen långhorningar. Inga underarter finns listade i Catalogue of Life.